# Lorna de Smidt
Pour les articles homonymes, voir de Smidt.
Lorna de Smidt, née en 1943 au Cap en Afrique du Sud et morte en juillet 2022, est une militante anti-apartheid et une journaliste d'origine sud-africaine. Considérée comme ennemi public de l’État sud-africain, elle s'est exilée en 1977, au Botswana puis en Angleterre en tant que réfugiée politique.

## Biographie
Fille de parents métis du Cap, Lorna de Smidt nait en 1943  et grandit au Cap où elle commence l'école primaire dès l'âge de 4 ans. Elle est alors, avant longtemps, l'une des dernières de sa génération à recevoir une éducation similaire à celle des enfants blancs, le gouvernement introduisant par la suite des livres scolaires écrits spécifiquement selon les différents groupes raciaux.
Son père fait partie du Parti libéral et dès l'âge de huit ans, elle distribue des tracts. C'est à cette occasion qu'elle découvre l'apartheid et le fait que les noirs ne peuvent voter en Afrique du Sud. Après sa scolarité, elle obtient un diplôme d'institutrice, vers 1960, et enseigne durant un an, avant d’arrêter, se sentant limiter par le système éducatif. 
Après la naissance de son premier enfant, né d'une liaison avec un musicien, elle retourne vivre durant trois années chez ses parents, avant de reprendre son activité. 
Elle épouse un médecin indien mais se sent rejetée par son entourage du fait qu'elle est métis. De cette union naissent des jumeaux. Toutefois, la relation au sein du couple se détériore et elle quitte le domicile conjugal avec ses trois enfants pour retourner chez sa mère avant de s'installer au Cap. D'un commun accord, la garde des jumeaux est confiée au père.
Elle est enseignante au Cap quand débutent les émeutes de Soweto en juin 1976. La révolte contre un enseignement généralisé dispensé en afrikaans se répand jusqu'aux townships du Cap. Lorna en fait le récit, sous pseudonyme dans le quotidien The Guardian à Londres,. Elle participe, avec ses élèves, aux mouvements de soutien aux étudiants de Soweto. Lors d'un rassemblement à Athlone, la manifestation pacifique mais interdite dégénère et tourne à l'affrontement avec les forces de police. Lorna en réchappe, mais les manifestations, auxquelles elle assiste, et les violences recommencent dès le lendemain. La Special Branch (la branche de sécurité de la police sud-africaine chargée du renseignement intérieur) l'a cependant repéré comme une des figures actives de la contestation. Elle est arrêtée et détenue durant 4 mois. À sa sortie, elle apprend qu’elle est inscrite sur une liste de personnes qui vont être arrêtées préventivement. 
Durant cette période, elle rencontre Graham de Smidt, un objecteur de conscience blanc d'origine libanaise, qui refuse d'effectuer son service militaire dans le Sud-Ouest Africain (actuelle Namibie). Leur liaison est une violation de l'Immorality Act, une loi sud-africaine qui interdit les relations sexuelles et les unions mixtes entre blancs et les autres groupes de populations. Pour vivre maritalement, ils sont contraints de s’exiler. Après avoir expédié par avion son premier fils à Londres, Lorna se rend avec son époux au Botswana afin d'obtenir l'asile politique et ils sont pris en charge par le Conseil chrétien du Botswana. Au bout de six mois, en février 1978, ils sont admis au Royaume-Uni, où naitra leur fille,.
Le couple refait sa vie en Angleterre où le couple participe aux manifestations du Mouvement Anti-Apartheid.
Si Graham de Smidt devient photographe puis formateur d’enseignants à l’Université de Lewisham, Lorna de Smidt travaille comme journaliste puis politologue avant de travailler dans le secteur artistique. Au début des années 2000, elle est chargée de superviser la rénovation de la Maison de l'Afrique du Sud située sur Trafalgar Square.
Elle meurt début juillet 2022, à 78 ans.